# Loue (affluent de l'Isle)
Pour les articles homonymes, voir Loue (homonymie).
La Loue (en occitan Loa) est une rivière du Sud-Ouest de la France, en région Nouvelle-Aquitaine, affluent de l'Isle et sous-affluent de la Dordogne.

## Géographie
Elle prend sa source vers 420 mètres d'altitude, au lieu-dit Gabillou au nord de la commune de Saint-Yrieix-la-Perche, département de la Haute-Vienne, en région Nouvelle-Aquitaine. Elle est retenue au plan d'eau d'Arfeuille puis borde l'ouest de Saint-Yrieix-la-Perche.
Six kilomètres plus loin, son cours marque la limite entre le Limousin et l'Aquitaine sur près de quatre kilomètres avant d'entrer définitivement en Dordogne sur la commune de Sarlande.
Elle passe entre Saint-Médard-d'Excideuil et Excideuil, arrose Saint-Martial-d'Albarède, Saint-Pantaly-d'Excideuil, sépare en deux le bourg de Coulaures et se jette dans l’Isle en rive gauche sur la même commune, à moins de 120 mètres d'altitude.
Sa longueur est de 50,9 km.

### Principaux affluents
Parmi ses six affluents répertoriés, les deux plus importants sont la Haute Loue en rive gauche et le Ravillou (ou ruisseau de Ravillou) en rive droite.

### Hydrologie
Le 22 septembre 1993, la station hydrologique de Saint-Médard-d'Excideuil a enregistré un débit maximal journalier de 111 mètres cubes par seconde.

### Prévention des risques
Sur le territoire de Coulaures, un plan de prévention du risque inondation (PPRI) pour la Loue et le tronçon amont de l'Isle concerne les rives de ces deux cours d'eau, jusqu'à 500 mètres de largeur par endroits,.

### Écologie
La vallée de la Loue depuis son entrée en Dordogne jusqu'à la Farge (commune de Saint-Médard-d'Excideuil), la vallée de la Haute Loue, les rives de l'étang de Rouffiac et en amont de ce dernier, les vallées du Coulon et de la Ganne, représentent une zone naturelle d'intérêt écologique, faunistique et floristique (ZNIEFF) de type 1 à dominante boisée,.

## Départements, Communes et Cantons traversés

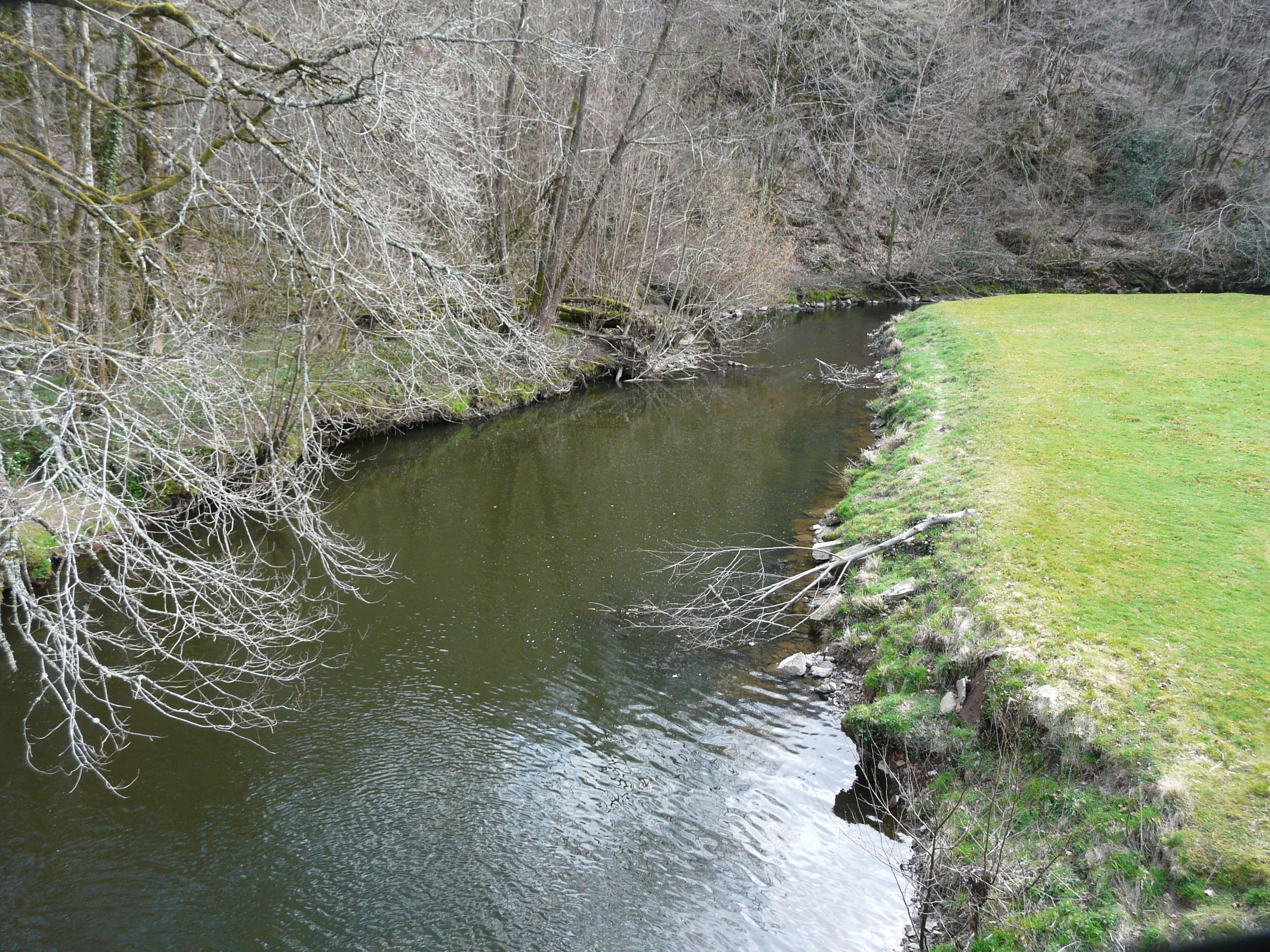
La Loue au moulin de Beausoleil, entre Sarlande et Angoisse.

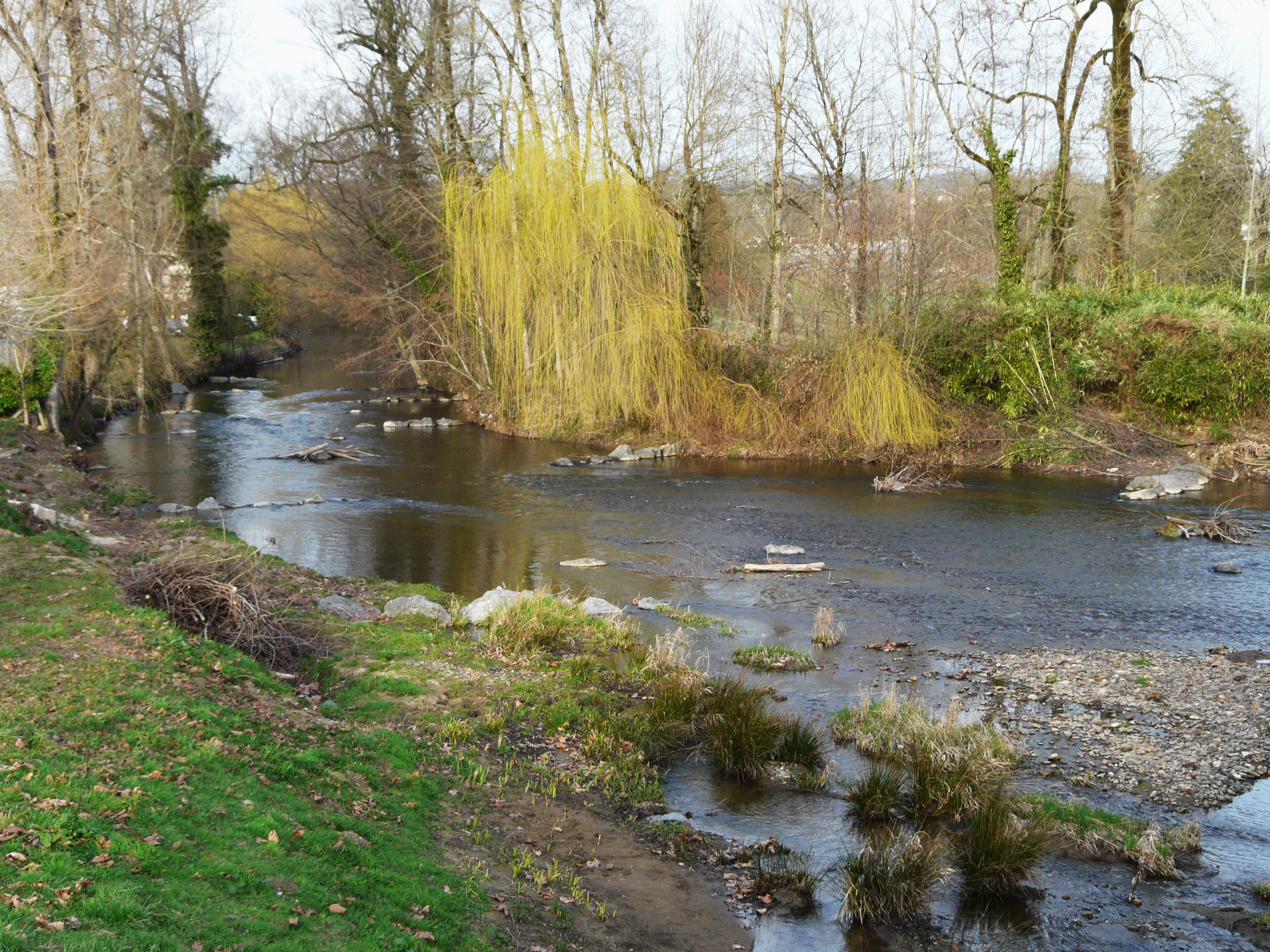
La Loue à Saint-Médard-d'Excideuil.

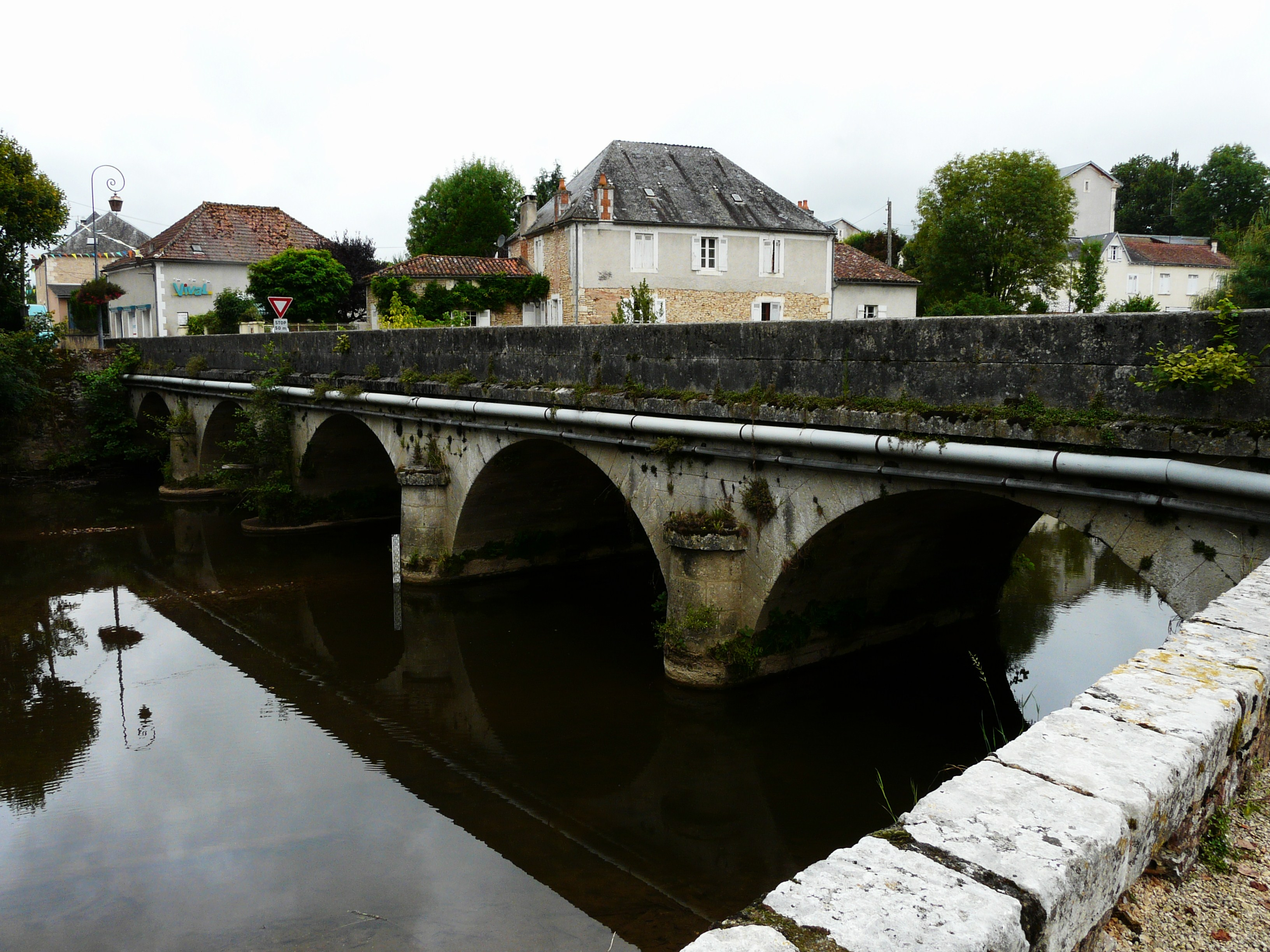
La Loue à Coulaures.

La Loue traverse deux départements et arrose onze communes réparties sur quatre cantons :
- Haute-Vienne
  - Canton de Saint-Yrieix-la-Perche
    - Saint-Yrieix-la-Perche (source)
    - Glandon
- Dordogne
  - Canton de Lanouaille
    - Sarlande
    - Angoisse
    - Dussac
    - Lanouaille

  - Canton d'Excideuil
    - Saint-Médard-d'Excideuil
    - Excideuil
    - Saint-Pantaly-d'Excideuil
    - Saint-Martial-d'Albarède

  - Canton de Savignac-les-Églises
    - Coulaures (confluence)

## À voir
- La collégiale du Moutier à Saint-Yrieix-la-Perche
- Le château d'Excideuil
- Coulaures : la chapelle Notre-Dame du Pont et le château de Conty